# Ischnocampa sordidior
Ischnocampa sordidior är en fjärilsart som beskrevs av Rothschild 1909. Ischnocampa sordidior ingår i släktet Ischnocampa och familjen björnspinnare. Inga underarter finns listade i Catalogue of Life.